# Chaitophorus macgillivrayae
Chaitophorus macgillivrayae är en insektsart som beskrevs av Richards 1972. Chaitophorus macgillivrayae ingår i släktet Chaitophorus och familjen långrörsbladlöss. Inga underarter finns listade i Catalogue of Life.